# Ilda Mujović
Ilda Mujović (* 2. Mai 1993 in Bijelo Polje, Bundesrepublik Jugoslawien) ist eine ehemalige montenegrinische Fußballspielerin.

## Karriere

### Vereine
Im Alter von sechs Jahren gelangte Mujović mit ihrer Familie nach Deutschland. Sie begann gemeinsam mit ihrer zwei Jahre älteren Schwester Maida in Merseburg beim dort ansässigen Eisenbahner-Sportverein Merseburg mit dem Fußballspielen; mit ihr gelangte sie auch im weiteren Verlauf nach Mücheln, wo sie für den Sportring Mücheln aktiv waren. Im Gegensatz zu ihrer Schwester spielte sie noch von 2007 bis 2010 für die B-Jugendmannschaft des Magdeburger FFC, bevor sie ihr etwas später ins Sportinternat folgte und für die erste Mannschaft in der Gruppe Nord der seinerzeit zweigleisigen 2. Bundesliga zum Einsatz kam. Ihr Debüt im Seniorinnenbereich gab sie am 22. August 2010 (2. Spieltag) bei der 0:2-Niederlage im Auswärtsspiel gegen die zweite Mannschaft des Hamburger SV als Einwechselspielerin in der 87. Minute. Mit Saisonende 2011/12 verließ sie den Verein und schloss sich in Bad Dürrenberg dem SV Eintracht Bad Dürrenberg an, wo sie erneut auf ihre Schwester traf, die ebenfalls den Weg 2012 dorthin gefunden hatte. Nach eineinhalb verließ sie den Verein und kam von 2014 bis 2016 für die Frauenfußballabteilung des Halleschen FC zum Einsatz. In ihren 44 Punktspielen in der drittklassigen Regionalliga Nordost erzielte sie zwei Tore. Ihr erstes gelang ihr am 30. März 2014 (16. Spieltag) beim 2:1-Sieg im Heimspiel gegen den 1. FFV Erfurt mit dem Treffer zum 2:1 in der 90. Minute.

### Nationalmannschaft
Im Mai 2012 wurde Mujović für die A-Nationalmannschaft nominiert. Ihr Debüt als Nationalspielerin am 15. Mai 2012 in Bar bei der 2:4-Niederlage gegen die Nationalmannschaft Albaniens krönte sie mit dem Treffer zum Endstand zum Endstand in der 90. Minute; es blieb ihr einziges Länderspiel, während ihre Schwester auch am 18. Mai 2012 im Rückspiel in Shkodra mit 3:4 eine weitere Länderspielniederlage miterleben musste.

## Erfolge
- Landesmeister Sachsen-Anhalt 2010